# مسجد تانارا الكبير
مسجد تانارا الكبير هو مسجد يقع في قرية نوسا في مقاطعة نوسا من حي سيرانج في بانتن، بني المسجد في فترة سلطنة بانتين في عهد السلطان حسن الدين الذي حكم سلطنة بانتين في (1552 - 1570) .

## التاريخ
في الواقع ليس هناك نقش يقول ان المسجد بناه السلطان حسن الدين، ولكن هناك بعض الحقائق التالية:
- الهندسة المعمارية والملحقات الواردة في المسجد هي مماثلة للجامع الكبير في بانتن، وقد أمر الملك بجلب مهندس معماري من الصين لبناء المسجد، وفي الواقع مسجد تانارا الكبير هو أقل من بناء المسجد الكبير في بانتين، بناء مسجد بانتين كان في عهد السلطان مولانا يوسف ابن مولانا السلطان حسن الدين، الذي قاد المملكة بعد وفاة والده، ومع ذلك لا يمكن لأحد أن يكون متأكدا بالضبط أي عام تم بناء المسجد فيه، ولا يوجد أي مؤشر يذكر التاريخ الأكيد، وللتأكد تم تأسيس المسجد في عهد السلطان حسن الدين في بانتين، وانطلاقا من البيانات التاريخية فان عهد السلطان حسن الدين في بانتين الواقع في الفترة (1552 - 1570) قد يكون تم بناء المسجد فيها.
- هناك قرب المسجد قبر ابن حسن الدين وهو الأمير سونياياراس، ومن المنطقي أن مسجد تانارا الكبير بناه مولانا السلطان حسن الدين، لأن موقع قبر الأمير سونياياراس ليس بعيدا عن المسجد، إذ يبعد فقط حوالي 300 متر.
- في الجزء العلوي من الجدار داخل سقيفة مدخل المسجد هناك منحوتات حجرية تصويرية ترمز للمملكة، والذي يشبه النقش المتطور نحت مثل نسر ونحت سكين مماثل، وبالإضافة إلى ذلك وبصفة عامة عمارة المسجد والملحقات هي أيضا لا تختلف كثيرا عن الجامع الكبير في بانتن .
- يدار المسجد باستخدام اموال بيع الأرز المستمدة من أوقاف الملك الأول من بانتين، وحتى الآن تمكنت أرض الوقف من تغطية التكاليف التشغيلية للمسجد، وفي الماضي ووفقا لقصة الوقف فقد خصصت حكومة بانتين أرض مساحتها أكثر من هكتار من حقول الأرز للمسجد، أما الآن فقد تم زيادة أرض الوقف إلى ما يقرب من 12 هكتار، بعد الحصول على الأوقاف من المواطنين، في كل عام يبلغ عائد الأرز نحو 50 مليون روبية.

## أجزاء المسجد
ينقسم مسجد تانارا الكبير إلى خمسة أجزاء، الأجزاء داخل المسجد هي: البهو والشق الأيمن والشق الأيسر والمواضيء، وتبلغ مساحة المبنى الرئيسي حوالي 15قدم في 15 قدم، هذا القسم يربط المدخل إلى داخل المدخل المؤدي إلى الخارج، في الماضي كان جزء من الفناء، في الجزء الرئيسي من المساجد يوجد المنبر المصنوع من الخشب، يبلغ ارتفاعه لما يصل إلى 4 أقدام، المحراب يبلغ طوله 165 سم فقط.

## التجديد
شهد مسجد تانارا الكبير عملية ترميم لمرتين، كانتا عام 1990 وعام 2001، وهناك بعض الأجزاء التي تم تجديدها، ولا يتم استبدال أي من أعمدة المسجد، الترميم لا يلغي العناصر التاريخية للمسجد، هناك العديد من الأجزاء التي لا تزال على حالها واحد من هذه الأجزاء هو باب المسجد، هناك خمسة أبواب في الجهة الأمامية، ارتفاعها أقل من مترين.